# Ornithocephalus ecuadorensis
Ornithocephalus ecuadorensis är en orkidéart som först beskrevs av Leslie Andrew Garay, och fick sitt nu gällande namn av Antonio Luiz Vieira Toscano och Robert Louis Dressler. Ornithocephalus ecuadorensis ingår i släktet Ornithocephalus och familjen orkidéer. Inga underarter finns listade i Catalogue of Life.